# Warmrain
Warmrain es una banda británica de rock progresivo. Su primer disco, Absent Friends (2011), es un EP que contiene un tema homónimo, sobre la pérdida de una persona querida. En 2019 se publicó el siguiente trabajo del grupo, el álbum doble Back Above the Clouds, un disco conceptual que trata también sobre la pérdida y el luto. El fundador del grupo, Leon J Russell, cita entre sus influencias los discos conceptuales de The Who y Pink Floyd.

## Miembros
- Leon J. Russel: compositor.
- Simon Bradshaw: bajo y teclados.
- Steve Beatty: batería y percusión.
- Matt Lerwill: guitarras, sitar, ukelele y mandolina.

## Discografía
- Absent friends, EP (2011), Eastworld.
- Back Above the Clouds (2019).

## Enlaces
- Página oficial del grupo (en inglés)

- Datos: Q6166420